# Lambert Chaumont
Lambert Chaumont (* 1645 im Hochstift Lüttich; † 23. April 1712 in Huy) war ein Komponist, Organist und Karmeliter, im Hochstift Lüttich tätig.

## Leben
Lambert Chaumont trat am 8. Mai 1659 in das Lütticher Karmeliterkloster ein, wo er seine Ausbildung als Laienbruder begann, die er als Novize in Reims fortsetzte, dort nannte er sich Frère Lambert de St Théodore. Ab 1674 war er Rektor der Pfarre St. Martin in Huy und ab 1688 in der Nachbarpfarre St. Germain.
Auf dem Feld der Musik war Chaumont ein Autodidakt. Er hat es dennoch zu einem guten Organisten mit kompositorischem Talent für sein Instrument gebracht.
Chaumont hinterließ ein Orgelbuch (Pièces d’orgue sur les 8 tons Op.2, Lüttich, 1695) mit insgesamt 111 Stücken. Sein Werk ist in naher Verwandtschaft zur französischen Orgelschule seiner Zeit (Nivers, Lebègue, Boyvin, Grigny oder Raison), obschon seine Lütticher Zeitgenossen sich bereits dem italienischen Stil zugewandt hatten. In diesem Orgelbuch befasst er sich als einer der Ersten nach Andreas Werckmeister mit der wohltemperierten Stimmung. Seine Werkesammlung Op. 1 ist verschollen. Außerdem verfasste Chaumont ein Buch über die Pest.

## Quelle
1. ↑  José Quitin: Chaumont, Lambert. In: Grove Music Online (englisch; Abonnement erforderlich).

| Personendaten    | Personendaten                                                  |
| ---------------- | -------------------------------------------------------------- |
| NAME             | Chaumont, Lambert                                              |
| KURZBESCHREIBUNG | Komponist, Organist und Karmeliter, im Hochstift Lüttich tätig |
| GEBURTSDATUM     | 1645                                                           |
| GEBURTSORT       | Hochstift Lüttich                                              |
| STERBEDATUM      | 23. April 1712                                                 |
| STERBEORT        | Huy                                                            |